# چمپس
چمپس(به انگلیسی: The Champs) یک گروه راک آمریکایی است که بیشتر به‌خاطر ترانه بی کلام " تکیلا " معروف است. این گروه نام خود را از آواز اسب قهرمان جین اتری، گرفته‌است " تکیلا " تنها در عرض سه هفته به رتبه ۱ رسید. همچنین چمپس به اولین گروهی تبدیل شد که با یک آهنگ که اولین اثر آنان بود به رتبه اول رسید. این آهنگ در پاییز ۱۹۵۷ در استودیو گلد استار ضبط شد و در سال ۱۹۵۹ جایزه گرمی را برای بهترین اجرای R&amp;B دریافت کرد. بیش از یک میلیون نسخه فروخت و یک دیسک طلایی توسط RIAA کسب کرد.

## تاریخ

### موفقیت با آهنگ "تکیلا"
" تکیلا " توسط ساکسیفونیست دنی فلورس نوشته شد، اگرچه او به عنوان چاک ریو شناخته می‌شد زیرا در آن زمان با یک شرکت ضبط دیگر (RPM Records) قرارداد داشت. فلورس که در سپتامبر ۲۰۰۶ درگذشت، به عنوان "پدرخوانده راک لاتین " شناخته می‌شد. "ساکس کثیف" فلورس و "تکیلاً کم صدای او از ویژگی‌های این آهنگ هستند.
نسخه‌های بازخوانی زیادی از این آهنگ وجود دارد، از جمله یک نسخه جاز توسط گیتاریست وس مونتگومری در سال ۱۹۶۶ساخته شد.. همچنین توسط رپرهایی چون ALT و XL Singleton بازخوانی شده‌است. چمپس همچنین با آهنگ‌هایی چون" Limbo Rock " و "El Rancho Rock" به موفقیت‌هایی دست یافتند. در سال ۱۹۸۵، "تکیلاً به‌طور برجسته در فیلم ماجراجویی بزرگ پی وی ظاهر شد. چمپس همچنین دنباله ای برای "تکیلاً با عنوان "Too Much Tequila" ضبط کرد.

### اتحاد مجدد گروه ۲۰۲۰
در سال ۲۰۲۰، برگس، رهبر گروه، Champs را برای آلبوم جدیدی به نام Tequila Party که برای انتشار در ماه نوامبر برنامه‌ریزی شده بود، احیا کرد. LP شامل ۱۲ آهنگ تازه ضبط شده از جمله اجرای «پارتی» از موفقیت امضا شده آنها به علاوه هفت آهنگ جدید است.

## اعضای گروه
- چاک ریو – ساکسیفون، آواز (متولدشده با نام دانیل فلورس در ۱۱ ژوئیه ۱۹۲۹، سانتا پائولا، کالیفرنیا، درگذشته ۱۹ سپتامبر ۲۰۰۶، هانتینگتون بیچ، کالیفرنیا)
- دیو برگس – گیتار ریتم (با نام مستعار «دیو دوپری»، متولد ۱۳ دسامبر ۱۹۳۴، بورلی هیلز، کالیفرنیا)
- دیل نوریس – گیتار لید (متولد اسپرینگفیلد، میزوری)
- بادی بروس – گیتار لید (متولد ۱۹۳۰، میسوری، درگذشته ۲۰۱۴، تولسا، اوکلاهاما)
- باب موریس – گیتار بیس (متولد هاستی، آرکانزاس)
- دین مک دانیل – بیس (زاده ۲۸ ژوئن ۱۹۴۳، آرکانزاس سیتی، کانزاس، درگذشته ۱ نوامبر ۲۰۰۶، اوکلاهاما سیتی، اوکلاهاما)
- بنجامین ون نورمن - باس (متولد ۱۹ ژوئیه ۱۹۲۸، آن آربور، میشیگان، درگذشته ۳ نوامبر ۱۹۵۸ بوئنا پارک، کالیفرنیا در یک تصادف رانندگی)
- کلیف هیلز – باس (متولد ۱۹۱۸، فیلادلفیا، پنسیلوانیا)
- جو برناس - باس (متولد ۱۹۲۳، شیکاگو، درگذشته ۱۲ آوریل ۱۹۹۹)
- جین آلدن – درامز (متولد ۱۹۳۰، داکوتای جنوبی)
- دین ریش – پیانو (متولد ۳۱ اوت ۱۹۳۵، سانتا آنا، تگزاس، درگذشته ۴ آوریل ۱۹۸۹، در کلمن، تگزاس)
- سیلز اند کرافت

## تک آهنگ‌ها
| Year | عنوان                                                              | جایگاه در چارت جهانی | جایگاه در چارت جهانی | جایگاه در چارت جهانی | آلبوم                                 |
| Year | عنوان                                                              | US                   | US R&B               | UK                   | آلبوم                                 |
| ---- | ------------------------------------------------------------------ | -------------------- | -------------------- | -------------------- | ------------------------------------- |
| ۱۹۵۸ | "تکیلا" b/w "Train To Nowhere"                                     | ۱                    | ۱                    | ۵                    | Go, Champs, Go!                       |
| ۱۹۵۸ | "El Rancho Rock" /                                                 | ۳۰                   | ۱۰                   | —                    | Go, Champs, Go!                       |
| ۱۹۵۸ | "Midnighter"                                                       | ۹۴                   | —                    | —                    | Go, Champs, Go!                       |
| ۱۹۵۸ | "Chariot Rock" b/w "Subway"                                        | ۵۹                   | —                    | —                    | Everybody's Rockin'                   |
| ۱۹۵۸ | "Turnpike" b/w "Rockin' Mary"                                      | —                    | —                    | —                    | Everybody's Rockin'                   |
| ۱۹۵۸ | "Beatnik" b/w "Gone Train"                                         | —                    | —                    | —                    | Non-album tracks                      |
| ۱۹۵۹ | "Caramba" b/w "Moonlight Bay"                                      | —                    | —                    | —                    | Non-album tracks                      |
| ۱۹۵۹ | "Night Train" b/w "The Rattler"                                    | —                    | —                    | —                    | Non-album tracks                      |
| ۱۹۵۹ | "Sky High" b/w "Double Eagle Rock"                                 | —                    | —                    | —                    | Non-album tracks                      |
| ۱۹۶۰ | "Too Much Tequila" b/w "Twenty Thousand Leagues" (Non-album track) | ۳۰                   | —                    | ۴۹                   | Great Dance Hits                      |
| ۱۹۶۰ | "The Little Matador" b/w "Red Eye"                                 | —                    | —                    | —                    | Non-album tracks                      |
| ۱۹۶۰ | "Alley Cat" b/w "Cocoanut Grove"                                   | —                    | —                    | —                    | Non-album tracks                      |
| ۱۹۶۰ | "Tough Train" b/w "The Face"                                       | —                    | —                    | —                    | Non-album tracks                      |
| ۱۹۶۱ | "Sombrero" b/w "The Shoddy Shoddy" (from Great Dance Hits)         | —                    | —                    | —                    | Non-album tracks                      |
| ۱۹۶۱ | "Hokey Pokey" b/w "Jumping Bean" (Non-album track)                 | —                    | —                    | —                    | Great Dance Hits                      |
| ۱۹۶۲ | "Tequila Twist" /                                                  | ۹۹                   | —                    | —                    | Great Dance Hits                      |
| ۱۹۶۲ | "Limbo Rock"                                                       | ۴۰                   | —                    | —                    | Great Dance Hits                      |
| ۱۹۶۲ | "Experiment In Terror" b/w "La Cucaracha"                          | —                    | —                    | —                    | Non-album tracks                      |
| ۱۹۶۲ | "I've Just Seen Her" b/w "What A Country"                          | —                    | —                    | —                    | The Champs Play All-American          |
| ۱۹۶۲ | "Limbo Dance" b/w "Latin Limbo"                                    | ۹۷                   | —                    | —                    | Non-album tracks                      |
| ۱۹۶۲ | "That Did It" b/w "Varsity Rock"                                   | —                    | —                    | —                    | Non-album tracks                      |
| ۱۹۶۳ | "Nik Nak" b/w "Shades"                                             | —                    | —                    | —                    | Non-album tracks                      |
| ۱۹۶۳ | "Mr. Cool" b/w "3/4 Mash"                                          | —                    | —                    | —                    | Non-album tracks                      |
| ۱۹۶۳ | "Cactus Juice" b/w "Roots"                                         | —                    | —                    | —                    | Non-album tracks                      |
| ۱۹۶۳ | "San Juan" b/w "Jalisco"                                           | —                    | —                    | —                    | Non-album tracks                      |
| ۱۹۶۴ | "Only The Young" b/w "Switzerland"                                 | —                    | —                    | —                    | Non-album tracks                      |
| ۱۹۶۴ | "Kahlua" b/w "Fraternity Waltz"                                    | —                    | —                    | —                    | Non-album tracks                      |
| ۱۹۶۵ | "Bright Lights, Big City" b/w "French 75"                          | —                    | —                    | —                    | Non-album tracks                      |
| ۱۹۶۶ | "Anna" b/w "Buckaroo"                                              | —                    | —                    | —                    | Non-album tracks                      |
| ۱۹۸۷ | "Tequila" b/w "Pee Wee's Dance" (by Joseki Love)                   | —                    | —                    | ۸۲                   | Pee Wee's Big Adventure (موسیقی فیلم) |